# Taverniera longisetosa
Taverniera longisetosa är en ärtväxtart som beskrevs av Mats Thulin. Taverniera longisetosa ingår i släktet Taverniera och familjen ärtväxter. Inga underarter finns listade i Catalogue of Life.